# محوطه و مرتع تاریخی بالم بر
محوطه و مرتع تاریخی بالم بر مربوط به دوران‌های تاریخی پس از اسلام است و در شهرستان املش، بخش رانکوه، روستای شیرچاک واقع شده و این اثر در تاریخ ۲ آبان ۱۳۸۲ با شمارهٔ ثبت ۱۰۶۶۴ به‌عنوان یکی از آثار ملی ایران به ثبت رسیده است.